# Confederación Argentina de Atletismo
Confederación Argentina de Atletismo (CADA) – argentyńska narodowa federacja lekkoatletyczna, która należy do CONSUDATLE. Siedziba znajduje się w mieście Santa Fe, a prezesem jest Juan Alberto Scarpín.
Federacja była przyjęta do IAAF w 1924 roku.
CADA została założona w dniu 19 września 1954. Zastąpiła ona Federación Atlética Argentina, która została założona w dniu 4 lipca 1919 roku. Wcześniej istniała Fundación Pedestre Argentina, która została założona na 13 lutego 1911.